# Drimylastis clausa
Drimylastis clausa är en fjärilsart som beskrevs av Edward Meyrick 1919. Drimylastis clausa ingår i släktet Drimylastis och familjen äkta malar. Inga underarter finns listade i Catalogue of Life.